# 五ヶ瀬町コミュニティバス

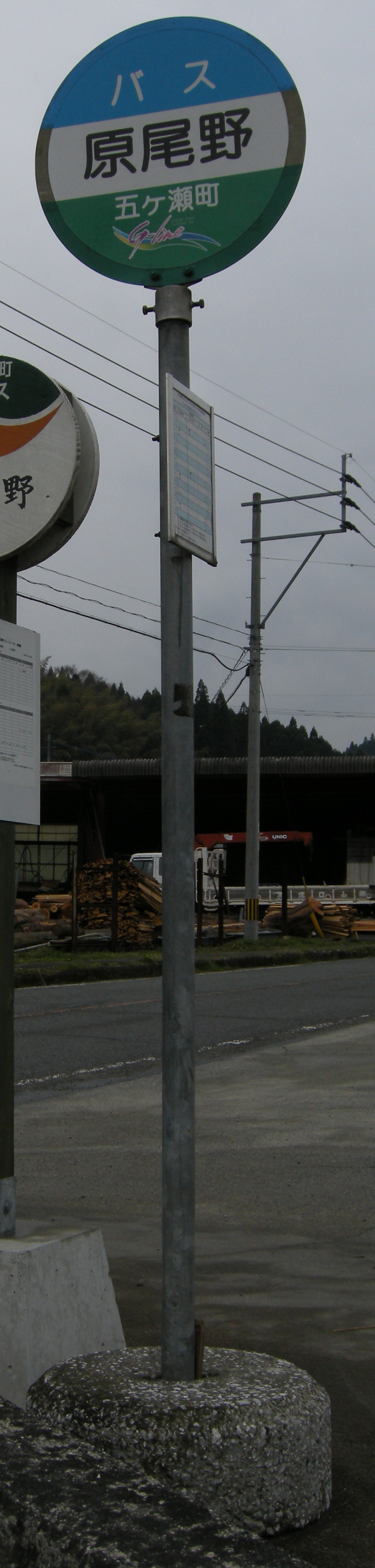
コミュニティバスのバス停

五ヶ瀬町コミュニティバス（ごかせちょうコミュニティバス）は、宮崎県西臼杵郡五ヶ瀬町にて運行しているコミュニティバスである。

## 概要
- 運賃は1回利用大人200円均一、高校生は100円、小人（中学生以下）は無料。障害者は半額扱いとなる。
  - 1ヵ月定期券があり、大人2000円、高校生1000円。
- 各路線とも複数の運行系統があり、曜日毎に運行系統を変えている。
- 土曜・日曜・祝祭日は運休。
- 運行形態は、道路運送法の規定に基づく自家用自動車（白ナンバー車）による有償運送である。
- 「Gライン」の愛称が付けられている。
- 2024年8月のダイヤ改正より、一部便および一部区間においてデマンド型運行を導入。該当便・該当バス停では乗車希望便の始発時間1時間前までに電話予約が必要である。

## 沿革
- 2007年10月1日 - 運行開始。
- 2024年8月1日 - 一部便および一部区間においてデマンド型運行を導入。

## 路線（2024年8月改正時点）
坂本線
広木野経由
- 町立病院前 - 車屋橋 - 広木野 - 宮野原 -【戸川 - 荒谷】- 坂狩 - 内の口 - 上大石
  - 月・水・金曜運行、上り3便・下り2便。
  - 戸川および荒谷はデマンド型運行（事前予約制）。
- 町立病院前→車屋橋→広木野→宮野原→【戸川→荒谷】→坂狩→寺村→上大石→内の口→牧【→一の瀬→尾平入口】
  - 月～金運行。下り1便のみ。
  - 戸川・荒谷および牧～尾平入口間はデマンド型運行（事前予約制）。

埋立経由
- 町立病院前 - 車屋橋 -（兼ヶ瀬）- 埋立 -（Gパーク）- 中村/宮野原 - 坂狩 - 寺村 - 牧【 - 一の瀬 - 尾平入口 - 谷下 - 尾原】
  - 火・木曜運行、上り3便・下り2便。
  - 兼ヶ瀬・中村経由は上り2便・下り1便（下りはGパーク非経由）。
  - 宮野原経由は下り2便。
  - 牧～尾原間はデマンド型運行（事前予約制）。
- 尾平入口→一の瀬→牧→上大石→内の口→坂狩→【荒谷→戸川】→宮野原→Gパーク→埋立→車屋橋→町立病院前
  - 月～金運行。上り1便のみ。
  - 戸川および荒谷はデマンド型運行（事前予約制）。

直行
- 町立病院前 - 車屋橋 - 埋立 - 宮野原 - 戸川 - 荒谷 - 坂狩 - 寺村 - 牧 - 一の瀬 - 谷下
  - 月・水・金曜運行、1往復。
  - 町立病院前以外のバス停から利用する場合、事前予約が必要。
- 町立病院前 - 車屋橋 - 埋立 - 宮野原 - 坂狩 - 寺村 - 牧 - 一の瀬 - 尾原
  - 火・木曜運行、1往復。
  - 町立病院前以外のバス停から利用する場合、事前予約が必要。

桑野内線
高畑経由
- 町立病院前 - 高畑 - 西 - 馬場 - 黒板 - 下赤谷 - 土生【 - 麦の崎 - 鳥越】
  - 月・水・金曜運行、3往復。
  - 土生～鳥越間はデマンド型運行（事前予約制）。
- 土生→下赤谷→黒板→馬場→西→高畑→町立病院前
  - 月～金運行。上り1便のみ。

岩神経由
- 町立病院前 -【川曲】- 岩神 - 西 - 馬場 - 黒板 - 下赤谷 -（上赤）- 土生【 - 下山】
  - 火・木曜運行、上り3便・下り2便。
  - 上赤経由は上り1便・下り2便。
  - 川曲および土生～下山間はデマンド型運行（事前予約制）。
- 町立病院前 -【川曲】- 岩神 - 西 - 馬場 - 黒板 -（下赤谷）- 土生【 - 麦の崎 - 鳥越】
  - 火・木曜運行、1往復。
  - 下赤谷経由は下り便のみ。
  - 川曲および土生～鳥越間はデマンド型運行（事前予約制）。
- 町立病院前 -【川曲】- 岩神 - 西 -【馬場 - 黒板 - 土生 - 麦の崎】
  - 月～金運行、1往復。
  - 下り便は川曲および馬場～麦の崎間がデマンド型運行（事前予約制）。上り便は全区間事前予約制。

鞍岡線
倉元経由
- 町立病院前 - 岩神 - 馬見原 - 道の上 - 折立 - 祇園町 - 12区センター - 上広瀬 - 波帰
  - 月・水・金曜運行、上り1便・下り2便。

大石の内経由
- 町立病院前 - 岩神 - 馬見原 - 道の上 - 折立 - 祇園町/寺村- 大石の内
  - 火・木曜運行、上り2便・下り1便。上りは寺村経由、下りは祇園町経由。

大石の内・笠部経由
- 町立病院前 - 岩神 - 馬見原 - 道の上 - 笠部 - 寺村 - 大石の内
  - 火・木曜運行、上り1便・下り2便。

直行
- 町立病院前 - 岩神 - 馬見原 - 道の上 - 折立 - 祇園町 - 上広瀬 - 波帰
  - 月～金運行便が3往復（このうち下り最終便のみ祇園町着）。月・水・金曜運行便が上り2便、下り1便。
  - 月～金運行便のうち、17時45分以降に運行される上り1便・下り2便は、町立病院前以外のバス停から利用する場合、事前予約が必要。

## 車両

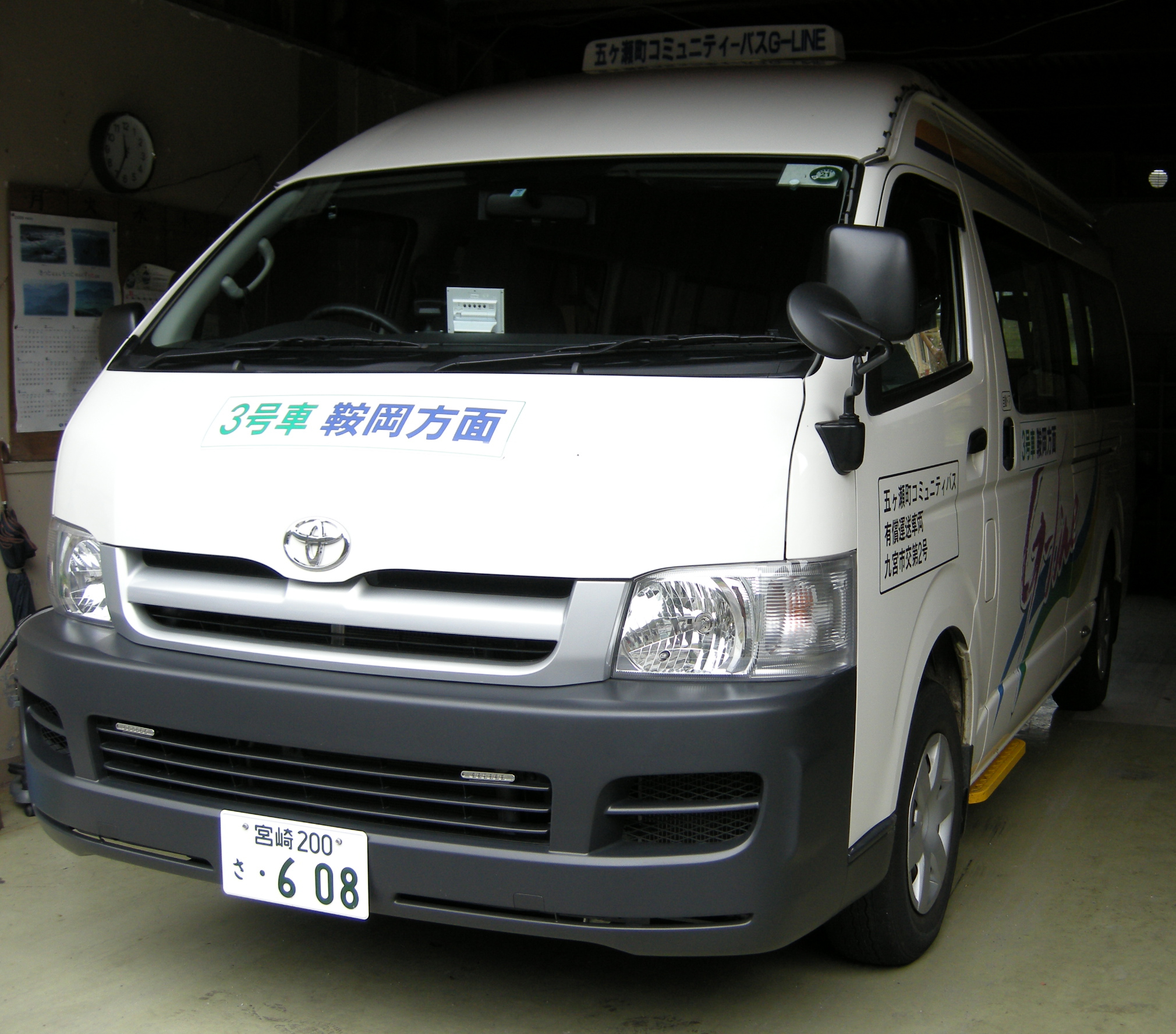
コミュニティバスの車両

- トヨタ・ハイエースを使用している。